# Atletismo nos Jogos Pan-Americanos de 2003 - Arremesso de peso masculino
A final do arremesso de peso masculino nos Jogos Pan-Americanos de 2003 foi realizada em 5 de agosto de 2003. Reese Hoffa quebrou o recorde dos Jogos Pan-americanos, com uma marca de 20.95 metros.

## Calendário
| Data        | Fase  |
| ----------- | ----- |
| 5 de agosto | Final |

## Medalhistas
| Ouro   | USA Reese Hoffa         |
| Prata  | CHI Marco Antonio Verni |
| Bronze | CAN Bradley Snyder      |

## Recordes
Recordes mundial e pan-americano antes da disputa dos Jogos Pan-Americanos de 2003.
| Tipo                             | Atleta                    | Tempo   | Local         | Data               |
| -------------------------------- | ------------------------- | ------- | ------------- | ------------------ |
|                                  | Randy Barnes              | 23.12 m | Westwood      | 20 de maio de 1990 |
| Recorde dos Jogos Pan-Americanos | Cottrell James Hunter III | 20.52 m | Mar del Plata | Março de 1995      |

## Resultados
| Posição | Atleta                  | Tentativas | Tentativas | Tentativas | Tentativas | Tentativas | Tentativas | Resultado |
| Posição | Atleta                  | 1          | 2          | 3          | 4          | 5          | 6          | Resultado |
| ------- | ----------------------- | ---------- | ---------- | ---------- | ---------- | ---------- | ---------- | --------- |
| 1       | USA Reese Hoffa         | 19.37      | 20.95      | 19.66      | X          | X          | X          | 20.95 m   |
| 2       | CHI Marco Antonio Verni | 19.61      | 20.14      | X          | 19.49      | 19.52      | 19.89      | 20.14 m   |
| 3       | CAN Bradley Snyder      | 19.48      | 19.67      | 20.10      | X          | 19.99      | X          | 20.10 m   |
| 4       | USA Daniel Taylor       | 19.16      | X          | X          | 19.69      | 19.46      | X          | 19.69 m   |
| 5       | CUB Alexis Paumier      | 17.96      | —          | X          | 19.32      | X          | X          | 19.32 m   |
| 6       | VEN Yojer Medina        | 18.56      | 18.99      | X          | X          | 19.19      | X          | 19.19 m   |
| 7       | COL Jhonny Rodríguez    | 17.75      | 17.73      | X          | X          | 18.16      | X          | 18.16 m   |
| 8       | TRI Dave Stoute         | 17.11      | 17.65      | 17.28      | 17.47      | —          | 17.36      | 17.65 m   |
|         |                         |            |            |            |            |            |            |           |
| 9       | MEX Francisco Guzmán    | X          | 17.03      | 17.39      |            |            |            | 17.39 m   |
| 10      | JAM Dorian Scott        | X          | 16.67      | 17.02      |            |            |            | 17.02 m   |
| 11      | DOM José Ventura        | 15.87      | 14.65      | 16.54      |            |            |            | 16.54 m   |
| 12      | DOM Expedi Peña         | 15.06      | X          | X          |            |            |            | 15.06 m   |